# 横浜市営バス金沢派出所
横浜市営バス金沢派出所（よこはましえいバスかなざわはしゅつじょ）は、神奈川県横浜市金沢区並木にかつて存在した横浜市営バス派出所。並木中央駅の近くに車庫があった。
1983年9月に開設され、横浜市営バスとしては最後の派出所となった。1989年に金沢シーサイドライン開業に合わせて市営バスの路線再編を行い61系統と117系統以外廃止され1991年に廃止となった。

## 担当した路線

### 61系統
- 磯子駅 - 新杉田駅 - 鳥浜町（1991年廃止後は磯子営業所に配属。現在は横浜交通開発に譲渡され運行中）
- 磯子駅 - 新杉田駅 - 鳥浜町 - 富岡バスターミナル（2006年に廃止）
- 新杉田駅 - 富岡バスターミナル - なぎさ団地〔循環〕（2006年に廃止）
- 新杉田駅 - 富岡バスターミナル - なぎさ団地 - リネツ金沢（2006年に廃止）

### 117系統
- 新杉田駅前 - 杉田平和町 - 南部市場前 - 木材港入口 - 幸浦1丁目 - 三菱金沢工場

### 110系統（磯子営業所と共同運行）
- 横浜駅前 - 桜木町駅前 - 羽衣町 - 浦舟町 - 滝頭 - 浜 - 磯子駅前 - 磯子車庫前 - 杉田 - 杉田平和町

### 99系統（磯子営業所と共同運行）
- 磯子車庫前 - 磯子駅前 - 根岸駅前 - 和田山口 - 元町 - 市庁前 - 尾上町 - 本町4丁目 - 桜木町駅前

## 金沢シーサイドライン開通後に廃止された路線

### 117系統
- 新杉田駅前 - 木材港入口 - 幸浦2丁目 - 産業振興センター前 - 金沢工業団地（この路線のみシーサイドライン開通後廃止）

### 121系統
- 新杉田駅 - 食品団地前 - 建設センター前 - ヘリポート前 - 金沢工業団地（平日・土曜運行）
- 富岡バスターミナル - 並木中央 - 建設センター前-ヘリポート前 - 金沢工業団地（平日・土曜運行）
- 富岡バスターミナル - 並木中央 - 建設センター前 - 金沢工業団地（平日・土曜運行）

### 122系統
- 新杉田駅 - 食品団地 - 富岡バスターミナル - 金沢卸団地 - 金沢工業団地

### 123系統
- 新杉田駅前 - 木材港入口 - 富岡バスターミナル - なぎさ団地前 - 木材港入口 - 新杉田駅前
- 新杉田駅前 - 木材港入口 - 富岡バスターミナル - なぎさ団地前 - 金沢車庫前
- 新杉田駅前 - 木材港入口 - なぎさ団地前 -  金沢スボーツセンター前

## 車両
磯子営業所と同じく日産ディーゼル製車両で、尺のやや長い車両を選択して導入していた。廃止時には経年車は廃車され、残った車両は磯子営業所などに転属して引き続き使用された。